# Жьяр-над-Гроном
Жьяр-над-Гроном (словац. Žiar nad Hronom, до 1955 Svätý Kríž [nad Hronom], нем. Heiligenkreuz [an der Gran], венг. Garamszentkereszt) — город в Словакии на реке Грон, лежащий между горными массивами Втачник и Штьявницке Врхи. Население города — около 19 тыс. человек.

## История
Первый раз Светы Криж (Святой Крест) был упомянут в 1075 по случаю основания монастыря в Гронском Бенядике. В 1246 Св. Криж получает городские права. В XV веке город был опорным пунктом Яна Йискры. В 1647 город выдержал турецкую осаду. В 1661 году город сгорел в огромном пожаре. В XVIII веке город опустошили повстанцы Ференца Ракоци. В XIX веке в городе наблюдался экономический рост, который закончился после Первой мировой войны. Стагнация продолжалась до 1950 года, когда началась индустриализация. В 1973 году в Жьяре-над-Гроном открыта обсерватория.

## Население
| Год:                | 1994   | 2004    | 2014    | 2024     |
| ------------------- | ------ | ------- | ------- | -------- |
| Количество человек: | 20 261 | 19 718  | 19 558  | 16 677   |
| Разница:            |        | −2,68 % | −0,81 % | −14,73 % |

## Достопримечательности
- Крепость Шашов
- Епископский замок
- Костёл св. Креста